# Gustav Danielsson
Lars Gustav Danielsson, född 12 januari 1975 i Örnsköldsvik, är en svensk filmregissör och filmfotograf.

## Filmografi

### Regissör
- 2008 - Porträtt av en motvillig herre - manus, regi, foto, klippning, mattpaintings
- 2011 - Tvillingen - manus, regi, producent
- 2012 - Djur jag dödade förra sommaren - manus, regi, producent, fotograf och klippare

### Fotograf
- 2007 - Du levande, - regi Roy Andersson
- 2009 - Tennis är livet - regi Joen Windahl
- 2009 - Maskeraden - regi Johanna Ställberg
- 2010 - Ett tyst barn - regi Jesper Klevenås
- 2012 – One - regi Magnus Renfors
- 2012 - Djur jag dödade förra sommaren - regi Gustav Danielsson
- 2012 - Be Right Back episode in Black Mirror regi - Owen Harris

## Utmärkelser
- 2007 - Guldbaggenominering för bästa foto i Du levande.[3]
- 2011 - Busan Cinephile Award på Busan International Film festival för Tvillingen.[4][5]
- 2011 - Publikpriset på Uppsala Kortfilmsfestival för Tvillingen.[5]
- 2011 - 1 km film award på Stockholm Filmfestival för Tvillingen.[6]
- 2012 - HCA award (Grand Prix) på Odense International Film Festival för Tvillingen.[5]